# Ласкавець споріднений
Ласкавець споріднений (Bupleurum affine) — вид рослин з родини окружкових (Apiaceae), поширений у Європі крім півночі й у причорноморській Азії.

## Опис
Однорічна рослина, 20–75 см заввишки. Листки лінійно-ланцетні, довго загострені, напівстеблоохопні. Осьові парасольки з 3–8 променями, бічні — з 1–3 короткими променями. Зонтичкі 1–10-квіткові. Пелюстки цегляно-червоні або зелені. Плоди яйцеподібні або довгасто-яйцеподібні, 2.5–3.5 мм завдовжки, коричневі або сизо-зелені.

## Поширення
Поширений у Європі крім півночі й у причорноморській Азії.
В Україні вид зростає на сухих пагорбах, схилах — у Хмельницькій, Одеській, Миколаївській, Херсонській областях та горах Криму.